# Twister (película)
Twister (titulada Tornado en algunos países de Hispanoamérica) es una película de 1996 dirigida por Jan de Bont e interpretada por Helen Hunt y Bill Paxton. Se basó en un guion de Michael Crichton y de su mujer Anne-Marie Martin. Se estrenó el 10 de mayo de 1996 en los Estados Unidos.
Asimismo se estrenó la secuela independiente, titulada Twisters (2024), que se desarrolla con nuevos personajes y 28 años después de los sucesos de la primera película.

## Argumento
En junio de 1969, la familia de una niña de 5 años llamada Jo descansa en su casa, pero esa misma noche el noticiero local anuncia por televisión que una serie de tornados se están formando muy cerca de la zona, donde súbitamente la señal del aparato se interrumpe y el viento comienza a azotar los árboles ferozmente. Alertados por el peligro inminente, los padres de la niña y su perro Toby buscan protección en un refugio contra tormentas bajo tierra, mientras que un poderoso tornado categoría F5 se dirige hacía ellos y destruye todo a su paso. Los cuatro logran llegar a tiempo al refugio, pero la fuerza del tornado es demasiado fuerte que hace que la puerta empiece a tambalear, rápidamente el padre de Jo intenta mantenerla sujetada, pero no puede sostenerla y esta última es arrancada de sus soportes, con lo que este sale volando y muere. Al día siguiente, cuando la tormenta pasa, únicamente Jo, su madre y su mascota Toby sobreviven al incidente y donde desafortunadamente toda su casa queda completamente destruida por el tornado.
En la actualidad, Jo (Helen Hunt) ahora es una meteoróloga de la Universidad Estatal de Muskogee, en el estado de Oklahoma y se encuentra con su esposo, de quien actualmente se encuentra separada llamado William "Bill" Harding (Bill Paxton), un antiguo cazador de tormentas, que ahora se ha convertido en reportero del tiempo. Resulta que Bill planea casarse con una terapeuta sexual llamada Melissa Reeves (Jami Gertz) y necesita que Jo firme los papeles del divorcio, a pesar de que Jo todavía lo ama. 
En el encuentro, Bill se entera de que Jo ha construido cuatro aparatos idénticos de estudio de tornados llamados DOROTHY, basados en los diseños originales de Bill y este último le pide a Jo que se los muestre, revelando que el aparato está diseñado para liberar cientos de sensores en el centro de un tornado para estudiar su estructura desde adentro y así poder crear un sistema de alertas más avanzado y eficiente, para así darle a la población en peligro una alerta de tornado en un tiempo estimado de quince minutos, en lugar del casi obsoleto sistema actual de alertas que advierte en menos de tres minutos antes de que llegue el tornado, incluso predecir hacia dónde se dirigirá después. 
Cuando el equipo de Jo detecta un frente de tormentas en las cercanías, todos recogen su equipo rápidamente y se despliegan para perseguir el tornado con Jo al frente. Pero en medio de todo el caos del equipo, Bill y Melissa descubren que Jo olvidó firmar los papeles del divorcio y deciden unírseles también en la persecución. Mientras siguen su camino por la carretera, el equipo súbitamente se encuentra con Jonas Miller (Cary Elwes), un meteorólogo y cazador de tormentas bastante engreído del Politécnico de Oklahoma, sin embargo, en la persecución, el auto de Bill sufre un desperfecto mecánico con un neumático, justo cuando un miembro del equipo de Jonas iba en un camper rodante y se le cruza en el camino de Bill. Mientras están en una estación de servicio, Bill lleva a reparación su neumático averiado, donde le aseguran que estará listo en unos 15 minutos por lo que decide esperarlo. Pero mientras espera el neumático, Bill pronto descubre que Jonas construyó un aparato similar basado en los diseños de DOROTHY llamado D.O.T.3, lo cual enfurece a Bill y acusa a Jonas de haberse robado su diseño. Luego de una provocación de parte de Jonas hacia Bill, éste decide ayudar a Jo y su equipo, dándoles solo el plazo de un día para que el dispositivo DOROTHY vuele y se cumpla su misión, antes de que Jonas lo logre primero y reclame el crédito por su idea. 
Al perseguir el primer tornado de categoría F1, Bill y Jo van en la camioneta de esta última y se introducen en una zanja de la carretera, sin embargo mientras tratan de adelantar al tornado para desplegar a DOROTHY I en la trayectoria del tornado, este súbitamente cambia su curso y se dirige directo hacia ellos, por lo que el equipo le avisa a Bill y Jo, que aborten la misión y salgan de ahí, pero desafortunadamente Bill y Jo se quedan atrapados en la zanja sin ninguna salida de la misma y para empeorar las cosas, Bill pronto descubre un pequeño puente de madera justo en su camino el cual les bloquea el paso y trata de frenar desesperadamente la camioneta, pero la misma se queda sin frenos y termina estrellándose contra el puente de madera, con el tornado acercándose cada vez más a su posición, Bill y Jo optan por refugiarse debajo del puente de madera y sujetarse al poste inferior del mismo con fuerza. 
Mientras pasa el tornado sobre ellos, la camioneta termina siendo destruida por el tornado al igual que DOROTHY I. Cuando el tornado se disipa, Bill y Jo salen a la carretera en espera del resto del equipo, pero Jo inmediatamente se pregunta en dónde quedó su camioneta, mientras tanto en la carretera el vehículo de Jo cae súbitamente del cielo y se estrella violentamente contra la carretera justo delante de Melissa, que venía conduciendo la camioneta de Bill en ese instante. Pero a pesar del gran susto, ella consigue esquivar la camioneta por poco y sale ilesa, por lo que el equipo decide recoger todos los sensores que salieron intactos de los restos de la DOROTHY I y preparar la DOROTHY II en su reemplazo, mientras que por otro lado Jo recupera sus pertenecías de la camioneta volcada y le pregunta a Bill si la camioneta suya esta asegurada y Bill le menciona que solo la tiene asegurada contra daños a terceros, pero inmediatamente Bill descubre lo que planea Jo y le dice que ni lo piense, ya que esta tenía la intención de usarla para llevar a DOROTHY II. Posteriormente la persecución continúa en la camioneta de Bill, esta vez con Melissa en el asiento trasero. Unas horas después, el equipo encuentran un segundo tornado, confirmado un F2, pero en el camino se topan nuevamente con Jonas y su equipo quienes estaban preparándose para desplegar su D.O.T.3 y se encuentran nuevamente con Bill, Jo y Melissa, pero súbitamente Bill frena el auto a propósito, dejando que el equipo de Jonas se adelante, sin embargo en eso Bill observa que la corriente del viento del tornado es ascendente y que según su experiencia el mismo va a cambiar de curso en cualquier momento, en eso Jo le pregunta a Bill si esta seguro de lo que dice y este le asegura que si el mismo trae movimiento lateral girara a la izquierda, por lo que estos deciden dar la vuelta y regresan hacia un camino afuera de la carretera para perseguirlo desde el otro lado de su trayectoria. 
Por otro lado Jonas y su equipo siguen su camino en espera que el tornado siga su curso actual para desplegar el D.O.T.3, pero pronto descubren que los instintos de Bill resultaron ser correctos, ya que en ese momento el tornado cambia de dirección hacia la izquierda para mala suerte de Jonas. Por otro lado Bill, Jo, Melissa y el resto del equipo siguen por el otro extremo la trayectoria del tornado, pero viendo que la tormenta se intensificaba más Bill le sugiere al equipo quedarse atrás por precaución. Mientras siguen su camino, pronto terminan encontrándose en un puente con otro grupo de tornados, que frente a sus ojos se separa y se convierte en dos tornados denominados como gemelos. En medio de la pesada lluvia, la camioneta de Bill es interceptada por ambos tornados y estos la hacen girar sobre sí misma, sin ningún daño. Luego de salir de su impresión, Jo y Bill salen afuera a mirar las nubes, pero Melissa está pasmada del susto. Al llegar el equipo de Jo, la convencen de ir a visitar a su tía Meg, en Wakita, Oklahoma, para pasar por comida y tomar un descanso.
En la casa de Meg, observan con desagrado el reportaje sobre Jonas y su equipo acerca del tornado y se disgustan por su pedantería. Mientras el equipo se cuentan sus anécdotas, Melissa les pregunta acerca de los tornados y qué significa la "F" cuando los clasifican y estos le explican que es la Escala Fujita-Pearson, con la cual estos pueden determinar la categoría del tornado en base al tipo de destrucción que provoca, así como también su velocidad del viento y su tamaño. Pero en medio de la conversación, Melissa les cuestiona si existe un tornado categoría F5 y también les pregunta cómo sería el mismo, entonces uno de los miembros del equipo de Jo le responde que el mismo es descrito como: "El Dedo de Dios", luego les pregunta a todos los miembros del equipo si alguna vez ellos a logrado ver algún tornado categoría F5 y únicamente Bill se limita a decirle a Melissa que solo un miembro del equipo ha podido ver uno con sus propios ojos y ha vivido para contarlo. Tras terminar de almorzar, el grupo escuchan por medio de la radio de noticias de que hay un "posible" tornado de categoría F3 que ha tocado tierra a 15 kilómetros de su posición actual y salen rápidamente a buscarlo, pero tienen problemas para encontrarlo. Jo conduce a la cabeza del equipo para encarar al tornado, pero un poste de tendido eléctrico se cae sobre la camioneta y derriba a DOROTHY II sobre la carretera, dejando inoperable el dispositivo. Cuando el tornado desaparece y cae más cerca de ellos, Bill mete a Jo en la camioneta a la fuerza y la aleja del tornado, pero golpea a DOROTHY II al retroceder. Ahí, Jo y Bill tienen una confrontación sobre la obsesión de Jo por perseguir a los tornados desde la muerte de su padre, y también sobre su matrimonio, cuando Bill le dice a Jo que deje de mirar hacia su pasado y que mire hacia su presente, refiriéndose a él. Esta conversación es escuchada por todos los demás miembros del equipo, incluyendo Mellisa, a través de la radio, lo que la sume en una profunda tristeza.

Efectos de un tornado en Oklahoma, estado del medio oeste estadounidense donde se ambienta la película.

La noche siguiente, cuando hacen una parada en un autocine, un tornado de categoría F4 aparece sorpresivamente de la nada y destruye el lugar junto con varios vehículos del equipo de Jo, forzándolos a introducirse dentro de en un almacén cercano para protegerse. Mellissa, traumatizada por la aterradora experiencia, le dice a Bill que no puede continuar junto a él y lo deja, reconociendo los sentimientos sin aclarar entre él y Jo. En esto, el equipo se entera de que este mismo tornado F4 se dirige hacia Wakita, justo donde vive la tía Meg y deciden ir para allá de inmediato. Momentos después, el grupo llegan a Wakita y descubren que el tornado ha dejado todo el pueblo en ruinas y donde también observan que la casa de Meg esta completamente destruida y que además se enteran de que la tía Meg aun se encuentra atrapada en el interior de la estructura y muy malherida de gravedad. Por fortuna, Jo y Bill llegan para rescatarla y consiguen sacarla de la estructura, junto a su perro mascota Mose antes de que su casa finalmente se derrumbe y es atendida de emergencia por unos paramédicos. Justo cuando se llevan a Meg al hospital en una ambulancia, todos se enteran de que un tornado aún más grande, un tornado de categoría F5, se está formando 25 millas al sur de donde se encuentran. En un momento en donde Jo examina las esculturas metálicas de Meg, se da cuenta de que el método más exitoso para hacer que DOROTHY funcione es de colocarle a los sensores una superficie adicional para que puedan ser atrapados por la acción del viento y por consiguiente volar.
Mientras se dirigen a alcanzar el tornado F5, el equipo utiliza latas de sodas para fabricar alerones en forma de molino que le permitirán a los sensores flotar por la acción del viento. Al terminar, los colocan en los depósitos de las dos DOROTHYs restantes y el equipo se queda atrás para instalar la vigilancia y el rastreo de las DOROTHYs, mientras que Jo y Bill se adelantan para colocarlas en la dirección del tornado. El despliegue de DOROTHY III termina en completo desastre, debido a que el tornado lanzó varios escombros (un árbol en este caso) contra el aparato que terminan por destruirlo completamente. Por otro lado, Jo y Bill apenas logran esquivar los diferentes escombros que el tornado les lanza, entre los cuales se encuentran diferentes tractores, una cosechadora y otros enormes objetos que caen sobre la carretera, incluyendo un camión de gasolina que explota frente a ellos y una casa que había sido levantada de sus cimientos por el tornado, la cual atraviesan a toda velocidad. Mientras esto ocurre, Jonas y su equipo intenta adelantar al tornado para desplegar su D.O.T.3, en eso Bill y Jo creen que Jonas tendrá éxito en el despliegue de su dispositivo, sin embargo Jo le comenta a Bill que el D.O.T.3 de Jonas no funcionara si no arrastran el dispositivo, ya que el tornado lo destrozaría antes de que llegase al núcleo. En ese instante, Jo se comunica por la radio con Jonas para sugerirle la idea, pero éste, con actitud arrogante, ignora la sugerencia de Jo. En ese momento, Bill alcanza a verlos y le pide saber su posición actual, a lo que Jonas le responde que están en paralelo a la trayectoria actual del tornado, pero rápidamente Bill le menciona a Jonas que no siga por ese camino, ya que el tornado podría cambiar de curso en cualquier momento y si lo hace, podría ir directamente hacia ellos. Por otro lado, Eddie le sugiere a su jefe seguir la recomendación de Bill, ya que este último no los podría en un peligro involuntario; sin embargo, Jonas insiste en seguir con el plan y le ordena pisar el acelerador. Pero los instintos de Bill resultan ser correctos, ya que en ese instante el tornado cambia de dirección y se dirige directamente hacia la camioneta de Jonas; de forma desesperada, Bill le insiste al conductor Eddie de que den la media vuelta y aborten la misión, pero rápidamente Jonas apaga la radio, para que Bill no los siga molestando. 
Justo en ese momento, el gigantesco tornado llega hasta la carretera y saca de entre sus escombros voladores una estructura de metal puntiaguda, la cual termina dirigiéndose directamente hacia la camioneta y Eddie es atravesado por la estructura, matándolo en el acto y dejando a Jonas gravemente herido, al mismo tiempo que el tornado termina levantando la camioneta de Jonas por los aires con este último aún en el interior del vehículo, ante la mirada incrédula de Jo, Bill, el equipo completo de Jonas y el equipo de Jo respectivamente. Finalmente, el tornado lanza la camioneta violentamente contra el suelo, haciéndola explotar y matando a Jonas instantáneamente. Luego de este fatídico infortunio, Bill se enfurece con Jonas, ya que este les advirtió del creciente peligro y los ignoraron completamente, pero Jo por su parte tranquiliza a Bill y le menciona que lo intentaron y que ahora ya no hay nada que puedan hacer para arreglarlo. Momentos después, Jo y Bill aprovechan la oportunidad de desplegar a DOROTHY IV y la dejan atada a la camioneta de Bill luego de programarla, tras lo cual se meten en un campo de maíz, dejando que la camioneta siga por sí sola, para que vaya directo hacia el tornado. Afortunadamente, DOROTHY IV funciona a la perfección, desplegando los sensores y transmitiendo información al equipo de Jo sobre el tornado cuando éste levanta la camioneta por los aires. Sin embargo, Jo y Bill celebran poco, puesto que el tornado cambia de dirección y se dirige hacia ellos. Logran llegar, luego de una larga carrera, hasta una granja cercana donde primero intentan refugiarse en un granero, pero pronto se ven forzados a salir del lugar, esquivando los diferentes escombros y objetos que son levantados por el tornado, hasta que finalmente se esconden en un cobertizo que cubre unas tuberías de irrigación, y se atan a estas para salvarse del peligroso tornado que se acerca cada vez más a ellos. El tornado finalmente pasa sobre ellos y destruye el cobertizo, en ese momento Bill y Jo se encuentran dentro del vórtice del gigantesco embudo, pudiendo ver completamente el interior del tornado.
Finalmente, el tornado F5 se disipa lentamente, y Jo y Bill se encuentran en el suelo del destruido cobertizo. Luego de una pequeña charla, deciden crear su propio laboratorio de investigación y reconciliar su matrimonio. Mientras que el equipo se reúne con ellos y miran el cielo, Jo y Bill se funden en un apasionado beso.

## Reparto
- Helen Hunt como Dra. Jo Harding.
  - Alexa Vega como Jo Harding (niña)
- Bill Paxton como William "Bill" Harding.
- Cary Elwes como Dr. Jonas Miller.
- Jami Gertz como Melissa Reeves.
- Lois Smith como Meg Greene.
- Alan Ruck como Robert "Rabbit" Nurick.
- Philip Seymour Hoffman como Dusty Davis.
- Jeremy Davies como Brian Laurence.
- Todd Field como Tim "Beltzer" Lewis.
- Zach Grenier como Eddie.
- Scott Thomson como Jason "Preacher" Rowe.
- Joey Slotnick como Joey.
- Wendle Josepher como Patty Haynes.
- Sean Whalen como Allan Sanders.
- Richard Lineback como Mr. Thornton
- Rusty Schwimmer como Mrs. Thornton
- Jake Busey como el técnico.

## Producción

### Preproducción
El presupuesto, que se dio para hacer la película, fue de 92 millones de dólares. Al principio se pensó en Tom Hanks para que interpretase al protagonista, pero al final se decantaron por Bill Paxton por su conducta sureña y por recomendación de James Cameron.

### Rodaje
El rodaje duró 4 meses a pesar de tener que retrasarse por un atentado. La filmación del largometraje tuvo lugar en varios lugares del estado de Oklahoma y del estado de Iowa. En Oklahoma la obra cinematográfica se rodó en Fairfax, Ralston, Guthrie y en Stillwater. Finalmente, cuando se notaron cambios significativos en el campo de Oklahoma, se filmaron las últimas escenas del film en Eldora y en Ames, Iowa.  Cabe también destacar, que, una vez terminado el rodaje principal, se rodaron varias tomas adicionales en Bolton, Ontario.

### Posproducción
Para conseguir generar el viento necesario en algunas escenas, se utilizó un motor de un Boeing 707 y para la icónica escena de la vaca voladora se utilizó como base la cebra de Jumanji (1995).El sonido que utilizan en el filme para hacer el efecto del tornado es en realidad la grabación de un gemido de camello ralentizado.

## Lanzamientos mundiales
| País                                                                          | Fecha de estreno                 |
| ----------------------------------------------------------------------------- | -------------------------------- |
| Alemania                                                                      | Jueves 5 de septiembre de 1996   |
| Argentina                                                                     | Jueves 20 de junio de 1996       |
| Australia                                                                     | Jueves 30 de mayo de 1996        |
| Austria                                                                       | Viernes 6 de septiembre de 1996  |
| Bélgica                                                                       | Miércoles 21 de agosto de 1996   |
| Belice · Costa Rica · El Salvador · Guatemala · Honduras · Nicaragua · Panamá | Viernes 28 de junio de 1996      |
| Bolivia                                                                       | Jueves 11 de julio de 1996       |
| Brasil                                                                        | Viernes 21 de junio de 1996      |
| Bulgaria                                                                      | Viernes 18 de octubre de 1996    |
| Chile                                                                         | Jueves 13 de junio de 1996       |
| Chipre                                                                        | Viernes 13 de septiembre de 1996 |
| Colombia                                                                      | Viernes 12 de julio de 1996      |
| Corea del Sur                                                                 | Sábado 13 de julio de 1996       |
| Croacia                                                                       | Jueves 3 de octubre de 1996      |
| Dinamarca                                                                     | Viernes 20 de septiembre de 1996 |
| Ecuador                                                                       | Miércoles 17 de julio de 1996    |
| Egipto                                                                        | Lunes 11 de noviembre de 1996    |
| Eslovenia                                                                     | Jueves 26 de septiembre de 1996  |
| España                                                                        | Viernes 30 de agosto de 1996     |
| Estados Unidos · Canadá                                                       | Viernes 10 de mayo de 1996       |
| Filipinas                                                                     | Miércoles 28 de agosto de 1996   |
| Finlandia                                                                     | Viernes 20 de septiembre de 1996 |
| Francia                                                                       | Miércoles 21 de agosto de 1996   |

| País                         | Fecha de estreno                 |
| ---------------------------- | -------------------------------- |
| Grecia                       | Viernes 20 de septiembre de 1996 |
| Hong Kong                    | Jueves 25 de julio de 1996       |
| Hungría                      | Jueves 10 de octubre de 1996     |
| India                        | Viernes 13 de septiembre de 1996 |
| Indonesia                    | Martes 8 de octubre de 1996      |
| Islandia                     | Viernes 6 de septiembre de 1996  |
| Israel                       | Viernes 2 de agosto de 1996      |
| Italia                       | Viernes 25 de octubre de 1996    |
| Japón                        | Sábado 6 de julio de 1996        |
| Líbano                       | Viernes 9 de agosto de 1996      |
| Malasia                      | Jueves 5 de septiembre de 1996   |
| México                       | Viernes 28 de junio de 1996      |
| Noruega                      | Viernes 6 de septiembre de 1996  |
| Nueva Zelanda                | Viernes 7 de junio de 1996       |
| Países Bajos                 | Jueves 22 de agosto de 1996      |
| Perú                         | Viernes 19 de julio de 1996      |
| Polonia                      | Viernes 20 de septiembre de 1996 |
| Portugal                     | Viernes 20 de septiembre de 1996 |
| Puerto Rico                  | Jueves 30 de mayo de 1996        |
| Reino Unido Irlanda          | Viernes 26 de julio de 1996      |
| República Checa · Eslovaquia | Jueves 26 de septiembre de 1996  |
| República Dominicana         | Miércoles 24 de julio de 1996    |
| Rumania                      | Viernes 27 de septiembre de 1996 |
| Singapur                     | Jueves 8 de agosto de 1996       |
| Sudáfrica                    | Viernes 20 de septiembre de 1996 |
| Suecia                       | Viernes 23 de agosto de 1996     |
| Suiza                        | Viernes 6 de septiembre de 1996  |
| Tailandia                    | Viernes 5 de julio de 1996       |
| Taiwán                       | Sábado 20 de julio de 1996       |
| Turquía                      | Viernes 25 de octubre de 1996    |
| Uruguay                      | Viernes 5 de julio de 1996       |
| Venezuela                    | Miércoles 26 de junio de 1996    |

## Recepción

### Taquilla
Entró directamente al número uno de la taquilla estadounidense, estando en dicho puesto dos semanas consecutivas. Recaudó en Estados Unidos 241 millones de dólares, y sumando las recaudaciones internacionales, la cifra asciende a 494 millones. Se convirtió así en la segunda película más taquillera de 1996.

### Crítica
En la página de Internet IMDb 196 729 usuarios han dado una media de 6,4 sobre 10 sobre el filme. Según la página de Internet Rotten Tomatoes, la película obtuvo un 63% de aprobación entre los críticos y un 58% de comentarios positivos entre los usuarios. Según la página de Internet Metacritic, la película obtuvo críticas positivas, con un 68%, basado en 17 comentarios entre los críticos, de los cuales 12 son positivos, mientras que los usuarios dan una aprobación de 7,1.

## Premios y nominaciones

### Óscar
| Año  | Categoría                | Persona                                                        | Resultado  |
| ---- | ------------------------ | -------------------------------------------------------------- | ---------- |
| 1997 | Mejores efectos visuales | Stefen Fangmeier John Frazier Habib Zargarpour Henry LaBounta  | Candidatos |
| 1997 | Mejor edición de sonido  | Steve Maslow Gregg Landaker Kevin O'Connell Geoffrey Patterson | Candidatos |

### Premios BAFTA
| Año  | Categoría                            | Persona                                                       | Resultado |
| ---- | ------------------------------------ | ------------------------------------------------------------- | --------- |
| 1997 | BAFTA a los mejores efectos visuales | Stefen Fangmeier John Frazier Habib Zargarpour Henry LaBounta | Ganadores |

## BD y DVD
Twister salió a la venta el 19 de febrero de 2002 en España, en formato DVD. El disco contiene comentarios por el director, comentarios por el supervisor de efectos especiales Stefan Fangmeier, cómo se hizo Twister, "anatomía del tornado", video musical: "Humans Being" de Van Halen y tráiler de cine.
Twister salió a la venta el 27 de mayo de 2009 en España, en formato Blu-ray. El disco contiene así se hizo Twister, anatomía de un tornado, la persecución de la tormenta: un nuevo estudio de los tornados, tecnología de la naturaleza: los tornados, video musical: Humans Being de Van Halen, Tráiler de cine, comentarios del director Jan de Bont y el supervisor de efectos especiales Stefen Frangmeier.